# Robert Andrich
Robert Andrich (Potsdam, 22 september 1994) is een Duits voetballer die doorgaans als middenvelder speelt. Hij speelde namens Hertha BSC, Dynamo Dresden, Wehen Wiesbaden, FC Heidenheim en Union Berlin op diverse niveau's in Duitsland, voordat hij in 2021 de overstap maakte naar Bayer Leverkusen, waarmee hij in 2024 de Bundesliga, de DFB-Pokal en de DFL-Supercup won. Andrich debuteerde in november 2023 in het Duits voetbalelftal, waarvoor hij werd geselecteerd voor het EK 2024. Hij is een neef van Frieder Andrich, die eveneens voetbalde.

## Clubcarrière

### Lagere niveaus in Duitsland
Andrich speelde in de jeugdopleiding van FV Turbine Potsdam, totdat hij op 9-jarige leeftijd overstapte naar Hertha BSC. In november en december 2012 zat hij in de wedstrijdselectie van het eerste elftal voor twee wedstrijden in de 2. Bundesliga, maar hij zou nooit in actie komen voor het eerste elftal. Hij speelde tussen september 2012 en december 2014 52 wedstrijden voor het tweede elftal in de Regionalliga Nordost, waarin hij elf keer scoorde. Andrich stapte in februari 2015 transfervrij over naar Dynamo Dresden, dat uitkwam op het derde niveau. Hij debuteerde voor zijn nieuwe club op 7 februari 2015, als vervanger van Sylvano Comvalius in het competitieduel met Rot-Weiß Erfurt (0–1 nederlaag). Hij scoorde op 19 maart 2016 voor het eerst voor Dynamo Dresden, bij een 2–2 gelijkspel tegen Hansa Rostock. De club werd in het seizoen 2015/16 kampioen, waarmee het promoveerde naar de 2. Bundesliga. Andrich kwam echter weinig aan spelen toe en zijn contract werd in juni 2016 vroegtijdig beëindigd.
Andrich stapte in 2016 over naar Wehen Wiesbaden, dat speelde in de 3. Liga en waar hij minder afleidingen buiten het voetbalveld had. Hij debuteerde voor Wehen Wiesbaden op 30 juli 2016, als basisspeler bij een 1–2 competitienederlaag tegen VfR Aalen. Tien dagen later maakte hij zijn eerste doelpunt voor de club. Het was het slotakkoord van een 3–0 zege op Fortuna Köln in de competitie. Andrich werd met twee gele kaarten van het veld gestuurd in het competitieduel met Rot-Weiß Erfurt (1–0 nederlaag) op 29 oktober 2016. Op 25 mei 2017 won Wehen Wiesbaden het regionale bekertoernooi door in de finale op strafschoppen te winnen van Rot-Weiß Hadamar. Andrich benutte zijn strafschop in de penaltyserie. De club eindigde in 2017 en 2018 als zevende en vierde in de 3. Liga. In januari 2018 werd bekend dat Andrich voor het seizoen 2018/19 transfervrij zou vertrekken naar FC Heidenheim, uitkomend in de 2. Bundesliga. Hij debuteerde in de 2. Bundesliga en voor FC Heidenheim door op 5 augustus 2018 Niklas Dorsch te vervangen in een thuisduel met Arminia Bielefeld (1–1). Twee weken later kreeg hij van trainer Frank Schmidt zijn eerste basisplek voor de club, tegen zijn voormalige club Dynamo Dresden (1–3 zege). Op 22 december 2018 scoorde hij voor het eerst voor FC Heidenheim en in de 2. Bundesliga. Het was de gelijkmaker bij een 1–2 overwinning tegen Arminia Bielefeld. FC Heidenheim eindigde het seizoen als vijfde, twee punten achter de promotieplekken.

### Union Berlin
Andrich ondertekende in juni 2019 een driejarig contract bij Union Berlin, dat net voor het eerst was gepromoveerd naar de Bundesliga. Op 18 augustus 2019 debuteerde hij voor Union Berlin met een doelpunt, nadat hij binnen de lijnen kwam voor Marcus Ingvartsen in het met 0–6 gewonnen bekerduel tegen Germania Halberstadt. Een week later debuteerde hij in de Bundesliga, als basisspeler bij een 0–4 tegen RB Leipzig. Hij scoorde in de gewonnen bekerwedstrijden tegen SC Freiburg en SC Verl, maar Union Berlin werd in de kwartfinales van het bekertoernooi uitgeschakeld door Bayer Leverkusen. Andrich werd op 27 mei 2020 met twee gele kaarten nog in de eerste helft van het veld gestuurd in het competitieduel met FSV Mainz. Terug van zijn schorsing maakte hij op 7 juni 2020 zijn eerste doelpunt in de Bundesliga; de openingstreffer bij een 1–1 gelijkspel tegen Schalke 04. Union Berlin eindigde het seizoen als elfde. In het daaropvolgende seizoen eindigde de club als zevende, waarmee het zich voor het eerst in twintig jaar plaatste voor Europees clubvoetbal.

### Bayer Leverkusen
Andrich ondertekende in augustus 2021 een contract tot medio 2026 bij Bayer Leverkusen, dat eerst nog een bod afgewezen zag worden. Hij debuteerde voor zijn nieuwe club op 21 augustus 2021, als vervanger van Exequiel Palacios bij een 4–0 overwinning tegen Borussia Mönchengladbach in de Bundesliga. Op 19 september 2021 opende hij binnen twee minuten de score in het competitieduel met VfB Stuttgart; het was zijn eerste doelpunt voor de club. Een half uur later kreeg hij een rode kaart. Bayer Leverkusen won de wedstrijd met 1–3. Andrich debuteerde op 21 oktober 2021 in het Europees clubvoetbal, op bezoek bij Real Betis in de UEFA Europa League. In de slotfase maakte hij de gelijkmaker in een 1–1 gelijkspel. Op 25 november 2021 hielp hij zijn club met twee doelpunten aan een overwinning op Celtic FC (3–2) en daarmee de groepswinst in de UEFA Europa League. Bayer Leverkusen werd in de achtste finales uitgeschakeld door Atalanta Bergamo en eindigde in de competitie als derde. Andrich kwam op 7 september 2022 voor het eerst in actie in de UEFA Champions League, als basisspeler bij een 1–0 nederlaag bij Club Brugge. Zes dagen later maakte hij in het thuisduel tegen Atlético Madrid (2–0) zijn eerste doelpunt in het miljardenbal. Hij moest door een blessure de laatste weken van het seizoen missen. Bayer Leverkusen werd in de halve finales van de UEFA Europa League uitgeschakeld door AS Roma en eindigde in de Bundesliga als zesde.
Andrich won op 14 april 2024 met Bayer de Bundesliga door Werder Bremen met 5–0 te verslaan. Het was de eerste landstitel in de clubgeschiedenis. De club werd uiteindelijk de eerste Duitse club na de Tweede Wereldoorlog die een geheel competitieseizoen ongeslagen bleef. Andrich was op 22 mei 2024 invaller in de UEFA Europa Leaguefinale, die door Bayer Leverkusen met 3–0 verloren ging tegen Atalanta Bergamo. Hij speelde drie dagen later de gehele wedstrijd toen Bayer Leverkusen de landelijke dubbel won door in de finale van de DFB-Pokal met 0–1 te winnen van FC Nürnberg. Op 17 augustus 2024 had Andrich een basisplaats toen Bayer Leverkusen voor het eerst de Duitse supercup won, door na strafschoppen te winnen van VfB Stuttgart. Een dag later verlengde hij zijn contract bij de club met twee jaar, tot medio 2028.

## Clubstatistieken
| Seizoen         | Club             | Competitie           | Competitie | Competitie | Beker | Beker | Internationaal | Internationaal | Overig | Overig | Totaal | Totaal |
| Seizoen         | Club             | Competitie           | Wed.       | Dlp.       | Wed.  | Dlp.  | Wed.           | Dlp.           | Wed.   | Dlp.   | Wed.   | Dlp.   |
| --------------- | ---------------- | -------------------- | ---------- | ---------- | ----- | ----- | -------------- | -------------- | ------ | ------ | ------ | ------ |
| 2012/13         | Hertha BSC       | Bundesliga           | 0          | 0          | 0     | 0     | 0              | 0              | —      | —      | 0      | 0      |
| 2012/13         | Hertha BSC II    | Regionalliga Nordost | 16         | 1          | —     | —     | —              | —              | —      | —      | 16     | 1      |
| 2013/14         | Hertha BSC II    | Regionalliga Nordost | 22         | 2          | —     | —     | —              | —              | —      | —      | 22     | 2      |
| 2014/15         | Hertha BSC II    | Regionalliga Nordost | 14         | 8          | —     | —     | —              | —              | —      | —      | 14     | 8      |
| 2014/15         | Dynamo Dresden   | 3. Liga              | 13         | 0          | 1     | 0     | —              | —              | —      | —      | 14     | 0      |
| 2015/16         | Dynamo Dresden   | 3. Liga              | 8          | 1          | 3     | 0     | —              | —              | —      | —      | 11     | 1      |
| 2016/17         | Wehen Wiesbaden  | 3. Liga              | 31         | 3          | 4     | 0     | —              | —              | —      | —      | 35     | 3      |
| 2017/18         | Wehen Wiesbaden  | 3. Liga              | 28         | 4          | 4     | 1     | —              | —              | —      | —      | 32     | 5      |
| 2018/19         | FC Heidenheim    | 2. Bundesliga        | 25         | 4          | 2     | 0     | —              | —              | —      | —      | 27     | 4      |
| 2019/20         | Union Berlin     | Bundesliga           | 30         | 1          | 4     | 3     | —              | —              | —      | —      | 34     | 4      |
| 2020/21         | Union Berlin     | Bundesliga           | 29         | 5          | 2     | 0     | —              | —              | —      | —      | 31     | 5      |
| 2021/22         | Bayer Leverkusen | Bundesliga           | 26         | 4          | 2     | 0     | 5              | 3              | —      | —      | 33     | 7      |
| 2022/23         | Bayer Leverkusen | Bundesliga           | 29         | 2          | 1     | 0     | 11             | 1              | —      | —      | 41     | 3      |
| 2023/24         | Bayer Leverkusen | Bundesliga           | 28         | 4          | 6     | 1     | 11             | 1              | —      | —      | 45     | 6      |
| 2024/25         | Bayer Leverkusen | Bundesliga           | 23         | 2          | 4     | 0     | 7              | 0              | 1      | 0      | 35     | 2      |
| Totaal carrière | Totaal carrière  | Totaal carrière      | 322        | 41         | 33    | 5     | 34             | 5              | 1      | 0      | 390    | 51     |

Bijgewerkt t/m 8 juni 2025.

## Interlandcarrière

### Junioren
Andrich debuteerde op 9 november 2011 voor Duitsland onder 18, bij een 2–1 oefenzege op Italië. Op 14 augustus 2012 debuteerde hij voor Duitsland onder 19, dat met 0–1 won van Schotland in een oefenduel. Hij speelde in september 2013 oefeninterlands voor Duitsland onder 20 tegen Polen (2–0 zege) en Zwitserland (1–0 nederlaag). Hij speelde in totaal 17 jeugdinterlands.

### Senioren
Andrich werd op in oktober 2023 door de nieuwe bondscoach Julian Nagelsmann voor het eerst opgeroepen voor het Duits elftal, voor oefenwedstrijden tegen de Verenigde Staten en Mexico. Andrich debuteerde op 21 november 2023 voor het nationale team, als vervanger van Leon Goretzka na een uur in het met 2–0 verloren oefenduel met Oostenrijk. Op 23 maart 2024 startte hij voor het eerst in de basiself, in de oefenwedstrijd tegen Frankrijk (0–2 winst). Hij werd op 8 juni 2024 door Nagelsmann opgenomen in de Duitse selectie voor het EK 2024 in eigen land. Duitsland werd groepswinnaar in een groep met Schotland, Hongarije en Zwitserland en won in de achtste finales van Denemarken (2–0), maar werd in de kwartfinales na een verlenging uitgeschakeld door Spanje (2–1). Andrich kwam op het toernooi in alle wedstrijden in actie. Hij bleef op de reservebank in de eindronde van de UEFA Nations League in eigen land, toen Duitsland na nederlagen tegen Portugal en Frankrijk als vierde eindigde.
| Interlands van Robert Andrich voor Duitsland | Interlands van Robert Andrich voor Duitsland | Interlands van Robert Andrich voor Duitsland | Interlands van Robert Andrich voor Duitsland | Interlands van Robert Andrich voor Duitsland | Interlands van Robert Andrich voor Duitsland |
| №                                            | Datum                                        | Wedstrijd                                    | Uitslag                                      | Competitie                                   | Goals                                        |
| -------------------------------------------- | -------------------------------------------- | -------------------------------------------- | -------------------------------------------- | -------------------------------------------- | -------------------------------------------- |
| 1                                            | 21 november 2023                             | Oostenrijk – Duitsland                       | 2 – 0                                        | Vriendschappelijk                            |                                              |
| 2                                            | 23 maart 2024                                | Frankrijk – Duitsland                        | 0 – 2                                        | Vriendschappelijk                            |                                              |
| 3                                            | 26 maart 2024                                | Duitsland – Nederland                        | 2 – 1                                        | Vriendschappelijk                            |                                              |
| 4                                            | 3 juni 2024                                  | Duitsland – Oekraïne                         | 0 – 0                                        | Vriendschappelijk                            |                                              |
| 5                                            | 7 juni 2024                                  | Duitsland – Griekenland                      | 2 – 1                                        | Vriendschappelijk                            |                                              |
| 6                                            | 14 juni 2024                                 | Duitsland – Schotland                        | 5 – 1                                        | EK 2024                                      |                                              |
| 7                                            | 19 juni 2024                                 | Duitsland – Hongarije                        | 2 – 0                                        | EK 2024                                      |                                              |
| 8                                            | 23 juni 2024                                 | Zwitserland – Duitsland                      | 1 – 1                                        | EK 2024                                      |                                              |
| 9                                            | 29 juni 2024                                 | Duitsland – Denemarken                       | 2 – 0                                        | EK 2024                                      |                                              |
| 10                                           | 5 juli 2024                                  | Spanje – Duitsland                           | 2 – 1 n.v.                                   | EK 2024                                      |                                              |
| 11                                           | 7 september 2024                             | Duitsland – Hongarije                        | 5 – 0                                        | UEFA Nations League A 2024/25                |                                              |
| 12                                           | 10 september 2024                            | Nederland – Duitsland                        | 2 – 2                                        | UEFA Nations League A 2024/25                |                                              |
| 13                                           | 11 oktober 2024                              | Bosnië en Herzegovina – Duitsland            | 1 – 2                                        | UEFA Nations League A 2024/25                |                                              |
| 14                                           | 14 oktober 2024                              | Duitsland – Nederland                        | 1 – 0                                        | UEFA Nations League A 2024/25                |                                              |
| 15                                           | 16 november 2024                             | Duitsland – Bosnië en Herzegovina            | 7 – 0                                        | UEFA Nations League A 2024/25                |                                              |
| 16                                           | 19 november 2024                             | Hongarije – Duitsland                        | 1 – 1                                        | UEFA Nations League A 2024/25                |                                              |
| 17                                           | 20 maart 2025                                | Italië – Duitsland                           | 1 – 2                                        | UEFA Nations League A 2024/25                |                                              |
| 18                                           | 23 maart 2025                                | Duitsland – Italië                           | 3 – 3                                        | UEFA Nations League A 2024/25                |                                              |

Bijgewerkt t/m 8 juni 2025.

## Speelstijl
Andrich speelt voornamelijk als verdedigende middenvelder. Hij kan ook als libero spelen. Hij werd bij Wehen Wiesbaden geliefd door zijn combinatie van brutale agressie en techniek. Bij Bayer Leverkusen werd Andrich gehaald als een leider in een team. Hij krijgt regelmatig gele of rode kaarten. Andrich is door zijn lichamelijkheid, werkethos en af en toe een doelpunt vergeleken met Sami Khedira. Bij zijn eerste oproep voor het Duits elftal werd hij door bondscoach Julian Nagelsmann geroemd om zijn verdedigende duels en zijn wil om te willen. Andrichs oom Frieder noemde Andrich "veilig in balbezit, een betrouwbare passer en sterk in duels."

## Erelijst
Hertha BSC
- 2. Bundesliga: 2012/13

 Dynamo Dresden
- 3. Liga: 2015/16

 Wehen Wiesbaden
- Hessenpokal: 2016/17

 Bayer Leverkusen
- Bundesliga: 2023/24
- DFB-Pokal: 2023/24
- DFL-Supercup: 2024